# Людмилівка (селище)
Людмилівка — селище в Україні, у Новомар'ївській сільській громаді Возннесенського району Миколаївської області. Населення становить 561 осіб.  Колишній орган місцевого самоврядування — Григорівська сільська рада. Залізнична станція Одеської залізниці України.

## Населення
Згідно з переписом УРСР 1989 року чисельність наявного населення селища становила 567 осіб, з яких 261 чоловік та 306 жінок.
За переписом населення України 2001 року в селищі мешкало 558 осіб.

### Мова
Розподіл населення за рідною мовою за даними перепису 2001 року:
| Мова       | Відсоток |
| ---------- | -------- |
| українська | 84,31 %  |
| російська  | 12,30 %  |
| молдовська | 2,14 %   |
| білоруська | 0,36 %   |
| болгарська | 0,18 %   |
| циганська  | 0,18 %   |
| інші       | 0,53 %   |